# Rheinische Missionskirche (Otjimbingwe)
Die Rheinische Missionskirche in Otjimbingwe ist eine 1867 errichtete Kirche in Otjimbingwe, der ehemaligen Hauptstadt Deutsch-Südwestafrikas, dem heutigen Namibia. Sie ist seit dem 20. Dezember 1974 ein Nationales Denkmal. 

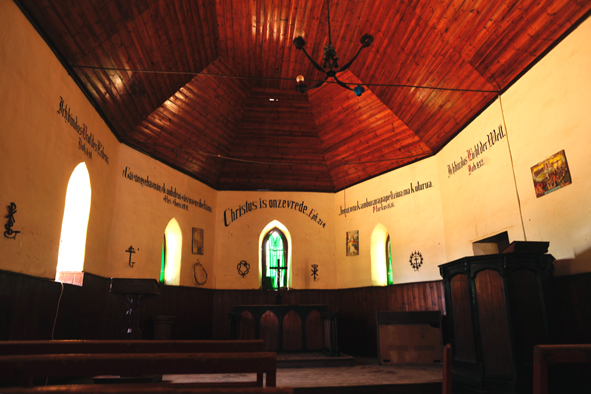
Rheinische Missionskirche Otjimbingwe

Der Grundstein für die Missionskirche der Rheinischen Missionsgesellschaft wurde 1865 gelegt. 1867 unter Leitung und nach Plänen von Eduard Hälbich erbaut, wurde sie am 1. Dezember desselben Jahres durch den Missionar Reverend Hugo Hahn geweiht. Der Kirchturm wurde erst 1899 errichtet und fiel ein Jahr später zusammen, 1904 wurde er wieder aufgebaut.

Die Kirche diente während der Zeit der Eingeborenen-Kriege um 1900 oft als Zufluchtsort.